# Baqueta

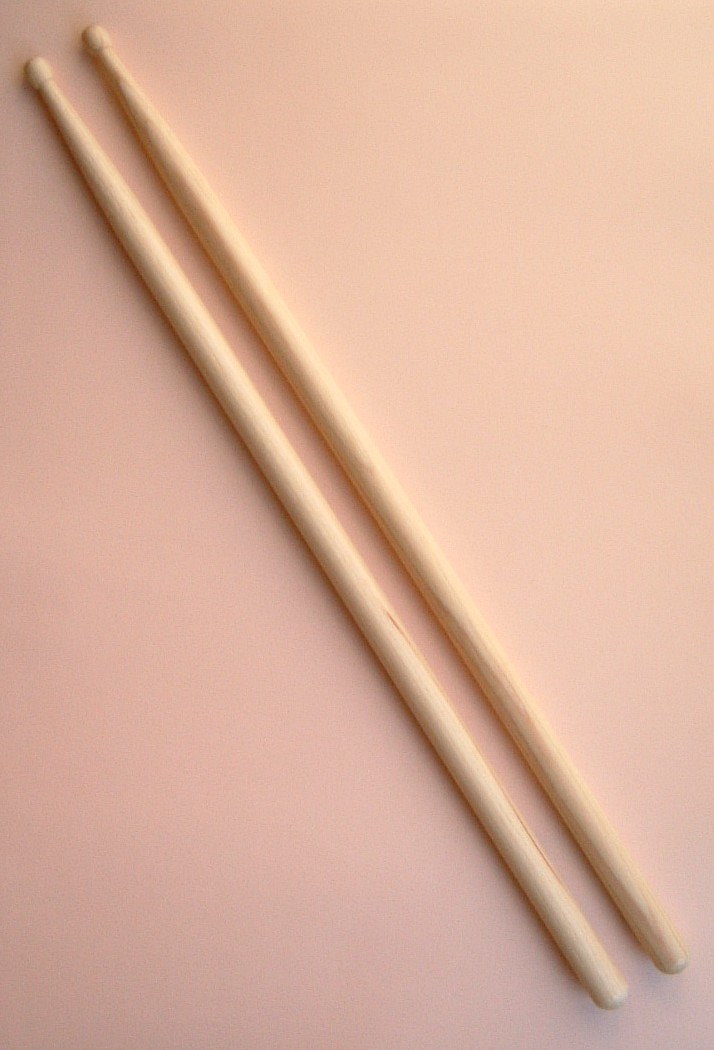
Par de baquetas.

A baqueta (do italiano bacchetta ou bacchio, "bastão") é um objeto em forma de pequeno bastão, geralmente, com uma das extremidades  arredondadas, para percutir diversos instrumentos musicais de percussão, fabricado principalmente de madeiras, plásticos, ou fibras.
Existem vários tipos de baquetas, variando em seu tamanho, peso, espessura. Cada tipo geralmente é indicado a um determinado estilo musical. Também podem ser escolhidos, levando em conta à sonoridade que o baterista ou percussionista queira produzir.
Os números nas baquetas representam os tamanhos. Nos modelos “A” e “B”, quanto maior o número, menor é a baqueta.
Existem padrões do músico baterista/percussionista segurarem as baquetas em suas mãos, chamados de grip ou pegada. Existem sete tipos de manuseio: traditional grip, matched, french, american, german, ancient, overhand; as fundamentais são a traditional e a matched.

## História
Antes da década de 1950, não existiam empresas especialistas em fabricação de baquetas. Estas eram produzidas e comercializadas por fabricantes de instrumentos de percussão. Existiam apenas três modelos e, seus nomes eram dados de acordo com o uso, como:
- Modelo B: referente à Band (banda), identificando o modelo direcionado para uso em bandas de teatro, big bands e orquestras;[1]
- Modelo S: referente à palavra Street (rua), identificando o modelo direcionado para uso  em bandas marciais e fanfarras;[1]
- Modelo A: a origem desta denominação é vaga. Aparentemente identificando a baqueta que não se enquadrava em B ou S, referindo-se ao uso geral (do inglês “All Purpose”).[1]

## Formato
- Rodstick: é composta por um conjunto de varetas finas de madeira ou de plástico, este tipo deixa o som mais leve e suave, recomendado para apresentações acústicas ou em espaços pequenos;[3]
- Vassourinha: muito usada nos estilos suaves como por exemplo jazz e bossa. É chamada assim justamente porque aberta, seu corpo tem a forma de uma vassoura, com cerdas de nylon ou de aço.[3]

### Madeira
Existem diferentes tipos de madeira usadas para a construção de uma baqueta, e cada uma influência tanto na sonoridade quanto na tocabilidade do músico.
- De jatobá: é uma madeira muito pesada, rígida e, com uma ótima durabilidade. Possui cor escura e proporciona uma sonoridade estridente nos pratos e encorpado nos tambores. Com ótimo rebote, recomendado para músicos com uma mão pesada;[3]
- De marfim: Tem uma sonoridade bem suave, por ser uma madeira mais leve, que propicia velocidade e conforto para músico;[3]
- De Hickory (Nogueira): é a mais usadas, por ser uma madeira que tem um bom equilíbrio entre maciez e durabilidade.[3]
- De Maple (Bordo): Madeira leve, indicada para estilos que demande leveza ou rapidez. Possuem baixa durabilidade se comparada com Hickory.
- Oak (Carvalho): Madeira leve a média, de tonalidade mais escura que Hickory e Marfim, normalmente são tão ou mais duráveis que Hickory.  OBS: Existem vários tipos de madeira com um mesmo nome. A qualidade da madeira está diretamente ligada a seu valor. Baquetas de Marfim, Hickory ou Oak de valor mais acessível, normalmente são confeccionadas com madeira não muito durável.

## Pontas

### Material
As pontas podem ser arredondadas em formatos diferentes, esta variação é devida à peculiaridade de cada estilo musical, pois cada um extrai um som diferente, assim como as diferentes tipos de peles dos instrumentos percutidos.
As pontas podem ser de:
- Ponta de madeira: é a mais comum, tem um som flat do ride sem interferir nas frequências;[3]
- Ponta de nylon: tem uma sonoridade brilhante dos pratos, principalmente do chimbal e do ride;
- Ponta de feltro: usado para fazer o prato vibrar de maneira constante, usado para efeitos,  crescendo ou decrescendo o volume de forma gradual;[3]
- Ponta de fibra: é extremamente resistente feita de plástico, mas pouco usadas pois sua sonoridade e rebote não são agradáveis;[3]
- Ponta de borracha: Baquetas para prática silenciosa de estudos (Rudimentos).[carece de fontes?]

### Formato
As pontas podem ter o formato de:
- Tipo barril: produz som forte e definido, principalmente nos tambores. Recomendado para uso em gravações em estúdio;[3]
- Tipo gota d’água: É a mais comum, produz um som grave e com harmônicos;[3]
- Tipo de flecha: Produz um som mais cortante;[3]
- Tipo sem Ponta.[3]

### Medida
Existem baquetas de vários tamanhos e densidades, que se adaptam ao estilo musical. Uma baqueta mais densa propicia um som mais forte, enquanto uma mais longa propicia um controle maior.
Infelizmente não existe um padrão exato para as medidas. A medida 5A por exemplo, pode ter tamanho e circunferência diferente entre os fabricantes. É possível se comprar uma 5A parecida com uma 7A ou uma 2B parecida com uma 5B, de acordo com o comprimento e largura da baqueta. Geralmente os fabricantes disponibilizam essas medidas da baqueta em seus catálogos.
O peso é bastante variável, pois numa mesma medida, pode-se obter pesos diferentes. É interessante e recomendado adquirir baquetas balanceadas, pois são separadas par a par com o mesmo peso. Como são na maioria confeccionadas em madeira, não é possível ajustar o peso, apenas se separar o par com peso similar.
As baquetas podem ter:
- Tamanho 7A: é mais leve que a 5A, recomendado estilos com sons leves ou ágeis, como por exemplo jazz, bossa nova, salsa;[3]
- Tamanho 5A: é o modelo mais versátil, recomendado para maior parte dos estilos musicais não muito pesados, como por exemplo pop, rock, country, samba e reggae;[3]
- Tamanho 5B: é mais pesado que a 5A, recomendado para práticas de exercícios técnicos e a estilos um pouco mais pesado, com situações de maior volume, como por exemplo hard-rock e heavy-metal;[3]
- Tamanho 2B: recomendado a tocar estilos pesados e que precisam de uma baquetas extremamente resistente, como por exemplo maracatu e samba rock.[3]
- Existem também medidas para bandas marciais (Marching Band) que são baquetas mais grossas e maiores em comprimento. Essas podem levar vários nomes/códigos, como SD, AS ou MB. São muito recomendadas para prática de exercícios e fortalecimento de musculatura quando o músico toca com baquetas 5B ou 2B.